# Theodore Sourkes
Theodore Lionel Sourkes est un professeur et biochimiste québécois né à Montréal le 21 février 1919 et décédé le 17 janvier 2015. 

## Honneurs
- 1971 - Fellow de la Société royale du Canada
- 1982 - Prix Heinz-Lehmann
- 1993 - Officier l'Ordre du Canada
- 1998 - Prix Wilder-Penfield[1]